# Korespondencja seryjna
Korespondencja seryjna – technika tworzenia w edytorze tekstów jednobrzmiących dokumentów, różniących się jedynie zawartością kluczowych pól dokumentu, które są automatycznie wypełniane treścią pól pobieranych z zewnętrznej bazy danych.
Utworzenie korespondencji seryjnej wymaga napisania dokumentu wzorcowego z tekstem oraz wstawienia do niego pól odpowiadających np. bazie adresowej - imię, nazwisko, adres pocztowy, adres e-mail itd. W chwili połączenia dokumentu wzorcowego z zewnętrzną bazą danych powstanie seria zindywidualizowanych dokumentów, w których pole "imię" zostanie wypełnione imionami z bazy, pole "nazwisko" nazwiskami z bazy itd. Seria takich dokumentów może służyć jako zwykłe listy, poczta elektroniczna, faks, etykiety, koperty itp.
Korespondencja seryjna jest zwykle stosowana w biurach, zaś narzędzia do jej tworzenia są zawarte we wszystkich zaawansowanych pakietach biurowych, jak OpenOffice, Microsoft Office, WordPerfect Office itd. Technika ta znacznie ułatwia i przyspiesza prowadzenie korespondencji z wieloma osobami, zastępując techniki sprzed ery komputerowej, w której napisanie tego rodzaju dokumentu wymagało zazwyczaj ręcznego redagowania każdego listu z osobna.
Przykład szablonu w edytorze - w momencie generowania serii gotowych dokumentów pola "blok adresowy" i "wiersz pozdrowienia" są zastępowane konkretnymi danymi z bazy, jak "Jan Kowalski, Warszawa" i "Szanowny Panie", "Adrianna Nowak Żalno, Inowrocław" i "Szanowna Pani" itd.
```
Nazwa firmy	[Kliknij tutaj i wpisz adres zwrotny.]
2004-12-31
«Blok adresowy»
«Wiersz pozdrowienia»
Tutaj wpisz treść listu.
Z poważaniem
[Kliknij tutaj i wpisz swoje imię i nazwisko.]
[Kliknij tutaj i wpisz stanowisko.]
```